# Marc Palmier
Pour les articles homonymes, voir Palmier.

a Compétitions nationales et continentales officielles uniquement.

Dernière mise à jour le 18 juillet 2025.
Marc Palmier, né le 17 février 1999 à Aurillac (Cantal), est un joueur français de rugby à XV. Il évolue principalement aux postes de demi d'ouverture ou d'arrière au FC Grenoble depuis 2024.

## Biographie

### Jeunesse et formation

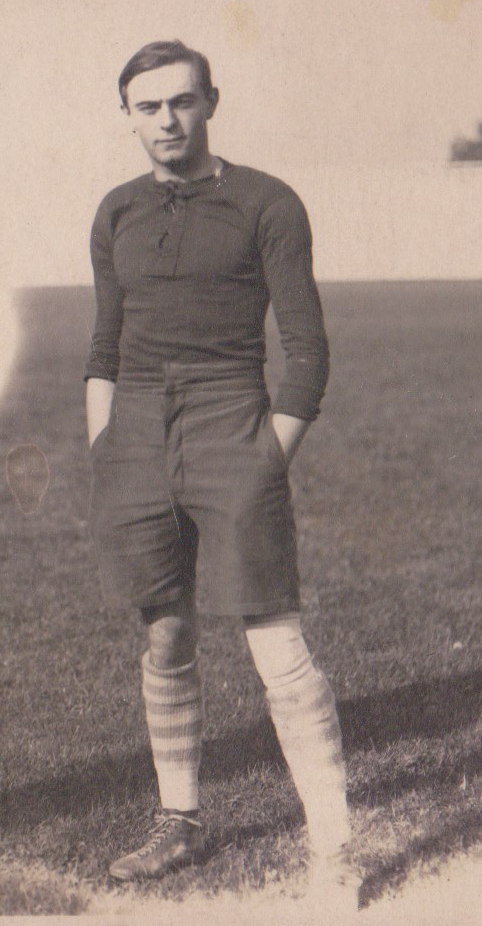
René Reignat, arrière-grand-père de Marc Palmier et joueur de l'AS Montferrand.

Marc Palmier naît à Aurillac dans le département français du Cantal,. Son arrière grand-père, René Reignat, est un joueur de rugby à XV. Il fait partie de l'effectif de l'AS Montferrand, au poste de demi d'ouverture à la fin des années 1920.
Comme son arrière grand-père, ainsi que son père, il pratique lui aussi le rugby, à l'école de rugby du Stade aurillacois dès l'âge de cinq ans. Il rejoint ensuite l'ASM Clermont Auvergne en catégorie cadets, à partir de 2014.
En 2015, Marc Palmier est champion de France des moins de 16 ans avec la sélection Auvergne. L'année suivante, il fait partie de la sélection Centre des moins de 17 ans.
En mai 2018, ayant intégré le centre de formation du club, il est champion de France espoirs avec l'ASM Clermont.

### Carrière professionnelle
Après plusieurs apparitions en Top 14 avec l'ASM Clermont, en 2019, il s'engage pour deux ans avec le Stade aurillacois, club de Pro D2, avec effet immédiat dès le mois de décembre.
Durant la saison 2020-2021, il est gêné par des blessures au genou qui l'empêchent d'exprimer son potentiel. Toutefois, en mai, il confirme son engagement avec le Stade aurillacois et signe son premier contrat professionnel pour une durée de trois ans,.
Lors de la saison 2021-2022, il s'impose comme l'ouvreur-buteur titulaire du Stade aurillacois, disputant vingt-cinq rencontres en tant que titulaire sur vingt-six et inscrivant 249 points en Pro D2.
La saison suivante, il voit sa position d'ouvreur titulaire contestée par son jeune concurrent également formé au club, Antoine Aucagne, qui lui fait perdre en temps de jeu et le pousse à évoluer au poste d'arrière et de centre,.
À partir de la saison 2024-2025, il s'engage avec le FC Grenoble. Après une bonne saison, son club se qualifie jusqu'en finale de Pro D2. Le club grenoblois est toutefois battu par l'US Montauban. La semaine suivante, le FC Grenoble est une nouvelle fois battu en barrage d'accession au Top 14 par l'USA Perpignan et reste donc en Pro D2. Pour sa première saison en Isère, il dispute 23 matchs, dont neuf comme titulaire, et inscrit 107 points.

## Style de jeu
Le poste de prédilection de Marc Palmier est demi d'ouverture mais il peut également jouer comme centre ou arrière,.

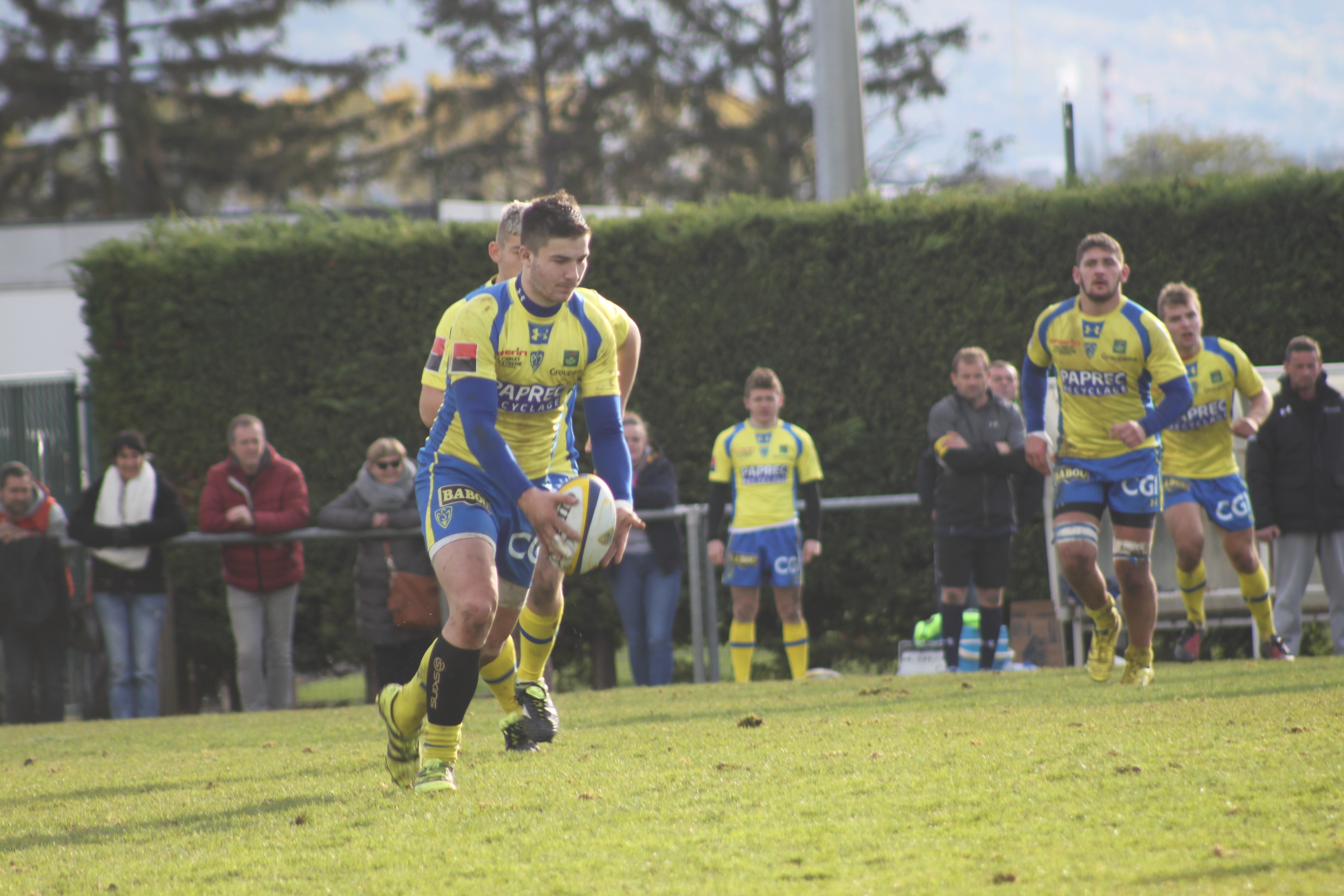
Marc Palmier, avec les cadets de l'ASM Clermont en novembre 2016.
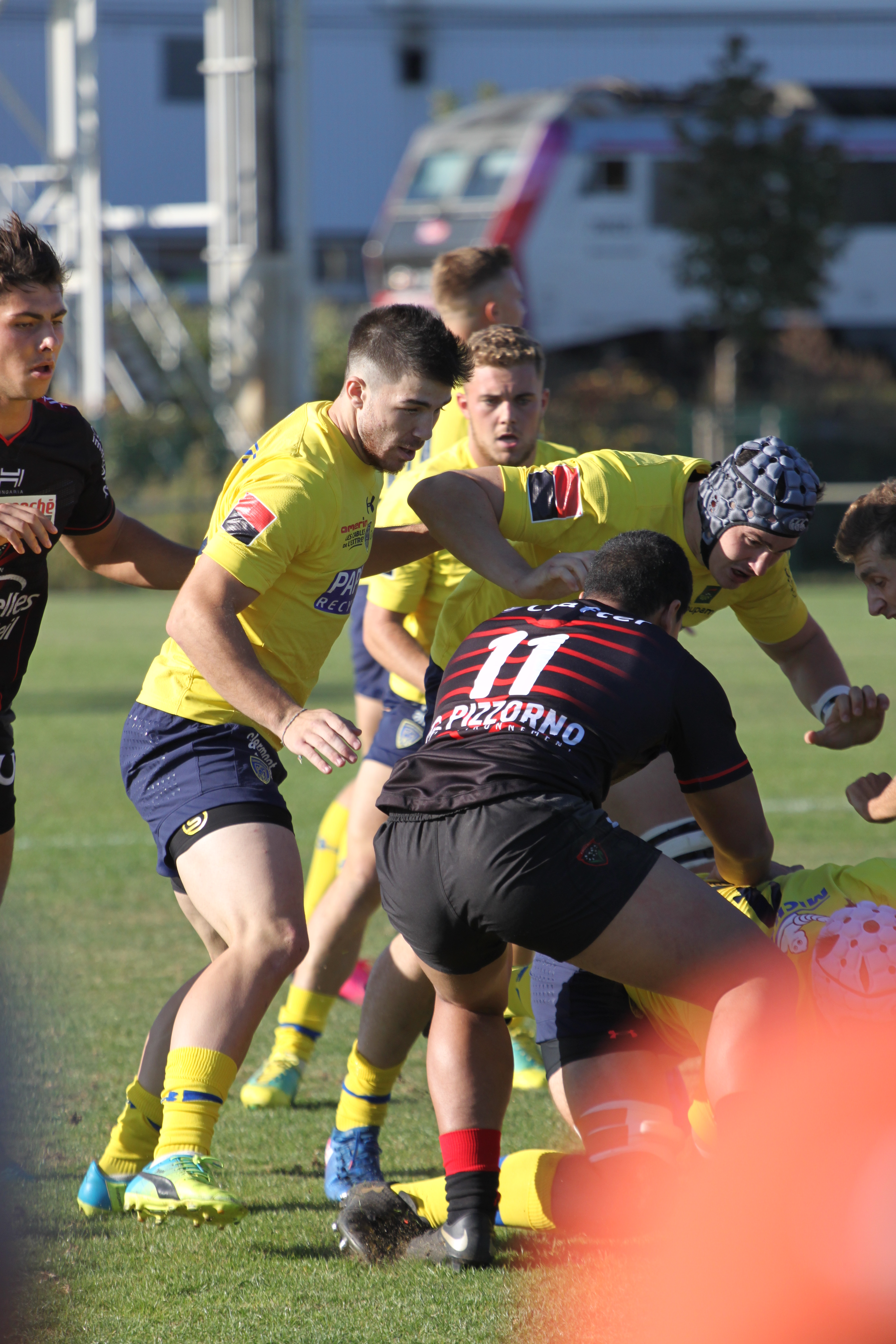
Marc Palmier, avec les espoirs de l'ASM Clermont en octobre 2018.

## Palmarès
- Vainqueur du Championnat de France espoirs en 2018 avec l'ASM Clermont Auvergne.
- Finaliste du Championnat de France de 2e division en 2025 avec le FC Grenoble.